# Ronde van Dubai 2016
De derde editie van de wielerwedstrijd Ronde van Dubai vond in 2016 plaats van 3 tot en met 6 februari. De start was in de stad Dubai, de finish bij Burj Khalifa in Dubai. De ronde maakte deel uit van de UCI Asia Tour 2016, in de wedstrijdcategorie 2.HC. De winnaar van 2015, de Britse oud-wereldkampioen Mark Cavendish, stond aan het vertrek. Hij verdedigde zijn titel echter niet met succes, de Duitse Marcel Kittel won deze editie.

## Deelnemende ploegen
| WorldTour        | ProContinentaal       | Continentaal          |
| ---------------- | --------------------- | --------------------- |
| Astana           | CCC Sprandi Polkowice | Al Nasr-Dubai         |
| BMC Racing Team  | Novo Nordisk          | Skydive Dubai-Al Ahli |
| Dimension Data   | ONE                   | Wiggins               |
| Etixx-Quick Step |                       |                       |
| Giant-Alpecin    |                       |                       |
| Lampre-Merida    |                       |                       |
| Movistar         |                       |                       |
| Team Sky         |                       |                       |
| Tinkoff          |                       |                       |
| Trek-Segafredo   |                       |                       |

## Etappe-overzicht
| etappe | datum      | start | finish                | type       | afstand | winnaar          | klassementsleider |
| ------ | ---------- | ----- | --------------------- | ---------- | ------- | ---------------- | ----------------- |
| 1e     | 3 februari | Dubai | Fujairah              | Vlakke rit | 173 km  | Marcel Kittel    | Marcel Kittel     |
| 2e     | 4 februari | Dubai | Dubai (Palm Jumeirah) | Vlakke rit | 183 km  | Elia Viviani     | Elia Viviani      |
| 3e     | 5 februari | Dubai | Hatta                 | Heuvelrit  | 172 km  | Juan José Lobato | Giacomo Nizzolo   |
| 4e     | 6 februari | Dubai | Dubai (Burj Khalifa)  | Vlakke rit | 132 km  | Marcel Kittel    | Marcel Kittel     |

## Etappe-uitslagen

### 1e etappe
| Dubai – Fujairah (173 km) |                   |                       |          |
| Plaats                    | Naam              | Ploeg                 | Tijd     |
| Winnaar                   | Marcel Kittel     | Etixx-Quick Step      | 3u35'21" |
| 2                         | Mark Cavendish    | Dimension Data        | z.t.     |
| 3                         | Giacomo Nizzolo   | Trek-Segafredo        | z.t.     |
| 4                         | Sacha Modolo      | Lampre-Merida         | z.t.     |
| 5                         | Andrea Palini     | Skydive Dubai-Al Ahli | z.t.     |
| 6                         | Andrea Guardini   | Astana                | z.t.     |
| 7                         | Christopher Opie  | ONE                   | z.t.     |
| 8                         | Elia Viviani      | Team Sky              | z.t.     |
| 9                         | Michael Kolář     | Tinkoff               | z.t.     |
| 10                        | Tomas Vaitkus     | Al Nasr-Dubai         | z.t.     |
|                           |                   |                       |          |
| 11                        | Bert De Backer    | Giant-Alpecin         | z.t.     |
| 14                        | Martijn Verschoor | Novo Nordisk          | z.t.     |

| Algemeen klassement |                   |                       |          |
| Plaats              | Naam              | Ploeg                 | Tijd     |
| Blauwe trui         | Marcel Kittel     | Etixx-Quick Step      | 3u35'11" |
| 2                   | Mark Cavendish    | Dimension Data        | + 4"     |
| 3                   | Giacomo Nizzolo   | Trek-Segafredo        | + 6"     |
| 4                   | Soufiane Haddi    | Skydive Dubai-Al Ahli | + 9"     |
| 5                   | Sacha Modolo      | Lampre-Merida         | + 10"    |
| 6                   | Andrea Palini     | Skydive Dubai-Al Ahli | z.t.     |
| 7                   | Andrea Guardini   | Astana                | z.t.     |
| 8                   | Christopher Opie  | ONE                   | z.t.     |
| 9                   | Elia Viviani      | Team Sky              | z.t.     |
| 10                  | Michael Kolář     | Tinkoff               | z.t.     |
|                     |                   |                       |          |
| 12                  | Bert De Backer    | Giant-Alpecin         | z.t.     |
| 15                  | Martijn Verschoor | Novo Nordisk          | z.t.     |

### 2e etappe
| Dubai – Dubai (Palm Jumeirah) (183 km) |                   |                       |          |
| Plaats                                 | Naam              | Ploeg                 | Tijd     |
| Winnaar                                | Elia Viviani      | Team Sky              | 4u07'39" |
| 2                                      | Sacha Modolo      | Lampre-Merida         | z.t.     |
| 3                                      | Giacomo Nizzolo   | Trek-Segafredo        | z.t.     |
| 4                                      | Andrea Guardini   | Astana                | z.t.     |
| 5                                      | Tomas Vaitkus     | Al Nasr-Dubai         | z.t.     |
| 6                                      | Ben Swift         | Team Sky              | z.t.     |
| 7                                      | Michael Kolář     | Tinkoff               | z.t.     |
| 8                                      | Grzegorz Stępniak | CCC Sprandi Polkowice | z.t.     |
| 9                                      | Christopher Opie  | ONE                   | z.t.     |
| 10                                     | Mark Cavendish    | Dimension Data        | z.t.     |
|                                        |                   |                       |          |
| 11                                     | Martijn Verschoor | Novo Nordisk          | z.t.     |
| 14                                     | Philippe Gilbert  | BMC Racing Team       | z.t.     |

| Algemeen klassement |                   |                       |          |
| Plaats              | Naam              | Ploeg                 | Tijd     |
| Blauwe trui         | Elia Viviani      | Team Sky              | 7u42'50" |
| 2                   | Marcel Kittel     | Etixx-Quick Step      | z.t.     |
| 3                   | Giacomo Nizzolo   | Trek-Segafredo        | + 2"     |
| 4                   | Sacha Modolo      | Lampre-Merida         | + 4"     |
| 5                   | Mark Cavendish    | Dimension Data        | z.t.     |
| 6                   | Soufiane Haddi    | Skydive Dubai-Al Ahli | + 9"     |
| 7                   | Andrea Guardini   | Astana                | + 10"    |
| 8                   | Tomas Vaitkus     | Al Nasr-Dubai         | z.t.     |
| 9                   | Michael Kolář     | Tinkoff               | z.t.     |
| 10                  | Christopher Opie  | ONE                   | z.t.     |
|                     |                   |                       |          |
| 13                  | Martijn Verschoor | Novo Nordisk          | z.t.     |
| 18                  | Bert De Backer    | Giant-Alpecin         | z.t.     |

### 3e etappe
| Dubai – Hatta (VAE) (172 km) |                   |                       |          |
| Plaats                       | Naam              | Ploeg                 | Tijd     |
| Winnaar                      | Juan José Lobato  | Movistar              | 4u13'23" |
| 2                            | Giacomo Nizzolo   | Trek-Segafredo        | + 2"     |
| 3                            | Silvan Dillier    | BMC Racing Team       | + 4"     |
| 4                            | Fabian Cancellara | Trek-Segafredo        | z.t.     |
| 5                            | Philippe Gilbert  | BMC Racing Team       | z.t.     |
| 6                            | Marcel Kittel     | Etixx-Quick Step      | z.t.     |
| 7                            | Gorka Izagirre    | Movistar              | + 7"     |
| 8                            | Daniele Bennati   | Tinkoff               | z.t.     |
| 9                            | Davide Rebellin   | CCC Sprandi Polkowice | z.t.     |
| 10                           | Matteo Trentin    | Etixx-Quick Step      | + 11"    |
|                              |                   |                       |          |
| 14                           | Lars Boom         | Astana                | + 17"    |

| Algemeen klassement |                   |                       |           |
| Plaats              | Naam              | Ploeg                 | Tijd      |
| Blauwe trui         | Giacomo Nizzolo   | Trek-Segafredo        | 11u56'11" |
| 2                   | Juan José Lobato  | Movistar              | + 2"      |
| 3                   | Marcel Kittel     | Etixx-Quick Step      | + 6"      |
| 4                   | Silvan Dillier    | BMC Racing Team       | + 12"     |
| 5                   | Gorka Izagirre    | Movistar              | + 19"     |
| 6                   | Philippe Gilbert  | BMC Racing Team       | + 21"     |
| 7                   | Fabian Cancellara | Trek-Segafredo        | z.t.      |
| 8                   | Daniele Bennati   | Tinkoff               | + 24"     |
| 9                   | Davide Rebellin   | CCC Sprandi Polkowice | z.t.      |
| 10                  | Soufiane Haddi    | Skydive Dubai-Al Ahli | + 25"     |
|                     |                   |                       |           |
| 18                  | Koen de Kort      | Giant-Alpecin         | + 40"     |

### 4e etappe
| Dubai – Dubai (Burj Khalifa) (137 km) |                 |                       |          |
| Plaats                                | Naam            | Ploeg                 | Tijd     |
| Winnaar                               | Marcel Kittel   | Etixx-Quick Step      | 2u50'47" |
| 2                                     | Elia Viviani    | Team Sky              | z.t.     |
| 3                                     | Mark Cavendish  | Dimension Data        | z.t.     |
| 4                                     | Andrea Palini   | Skydive Dubai-Al Ahli | z.t.     |
| 5                                     | Sacha Modolo    | Lampre-Merida         | z.t.     |
| 6                                     | Giacomo Nizzolo | Trek-Segafredo        | z.t.     |
| 7                                     | Fabio Sabatini  | Etixx-Quick Step      | z.t.     |
| 8                                     | Jasper Stuyven  | Trek-Segafredo        | z.t.     |
| 9                                     | Erik Baška      | Tinkoff               | z.t.     |
| 10                                    | Yanto Barker    | ONE                   | z.t.     |
|                                       |                 |                       |          |
| 12                                    | Koen de Kort    | Giant-Alpecin         | z.t.     |

## Eindklassementen
| Plaats      | Naam                | Ploeg                 | Tijd      |
| ----------- | ------------------- | --------------------- | --------- |
| Blauwe trui | Marcel Kittel       | Etixx-Quick Step      | 14u46'54" |
| 2           | Giacomo Nizzolo     | Trek-Segafredo        | + 4"      |
| 3           | Juan José Lobato    | Movistar              | + 6"      |
| 4           | Silvan Dillier      | BMC Racing Team       | + 16"     |
| 5           | Gorka Izagirre      | Movistar              | + 23"     |
| 6           | Philippe Gilbert    | BMC Racing Team       | + 25"     |
| 7           | Fabian Cancellara   | Trek-Segafredo        | z.t.      |
| 8           | Daniele Bennati     | Tinkoff               | + 28"     |
| 9           | Davide Rebellin     | CCC Sprandi Polkowice | z.t.      |
| 10          | Soufiane Haddi      | Skydive Dubai-Al Ahli | + 29"     |
| 11          | Elia Viviani        | Team Sky              | + 32"     |
| 12          | Jesús Alberto Rubio | Al Nasr-Dubai         | + 33"     |
| 13          | Luca Wackermann     | Al Nasr-Dubai         | + 35"     |
| 14          | Rui Costa           | Lampre-Merida         | z.t.      |
| 15          | Andrea Palini       | Skydive Dubai-Al Ahli | + 41"     |
| 16          | Michael Gogl        | Tinkoff               | + 43"     |
| 17          | Koen de Kort        | Giant-Alpecin         | + 44"     |
| 18          | Ben Swift           | Team Sky              | + 48"     |
| 19          | Jan Polanc          | Lampre-Merida         | + 50"     |
| 20          | Laurens De Vreese   | Astana                | + 53"     |

| Plaats    | Naam             | Ploeg            | Punten |
| --------- | ---------------- | ---------------- | ------ |
| Rode trui | Marcel Kittel    | Etixx-Quick Step | 55     |
| 2         | Elia Viviani     | Team Sky         | 44     |
| 3         | Giacomo Nizzolo  | Trek-Segafredo   | 43     |
|           |                  |                  |        |
| 15        | Koen de Kort     | Giant-Alpecin    | 7      |
| 17        | Philippe Gilbert | BMC Racing Team  | 6      |

| Plaats     | Naam                | Ploeg                 | Punten    |
| ---------- | ------------------- | --------------------- | --------- |
| Witte trui | Soufiane Haddi      | Skydive Dubai-Al Ahli | 14u47'23" |
| 2          | Jesús Alberto Rubio | Al Nasr-Dubai         | + 4"      |
| 3          | Luca Wackermann     | Al Nasr-Dubai         | + 6"      |
|            |                     |                       |           |
| 13         | Loïc Vliegen        | BMC Racing Team       | + 1'12"   |

| Plaats      | Naam               | Ploeg                 | Punten |
| ----------- | ------------------ | --------------------- | ------ |
| Zwarte trui | Marcin Białobłocki | ONE                   | 15     |
| 2           | Soufiane Haddi     | Skydive Dubai-Al Ahli | 10     |
| 3           | Rui Costa          | Lampre-Merida         | 10     |
|             |                    |                       |        |
| 6           | Koen de Kort       | Giant-Alpecin         | 7      |

## Klassementenverloop
| Etappe       | Winnaar          | Algemeen klassement · | Puntenklassement · | Jongerenklassement · | Sprintklassement · |
| ------------ | ---------------- | --------------------- | ------------------ | -------------------- | ------------------ |
| 1            | Marcel Kittel    | Marcel Kittel         | Marcel Kittel      | Soufiane Haddi       | Soufiane Haddi     |
| 2            | Elia Viviani     | Elia Viviani          | Elia Viviani       | Soufiane Haddi       | Marcin Białobłocki |
| 3            | Juan José Lobato | Giacomo Nizzolo       | Giacomo Nizzolo    | Soufiane Haddi       | Marcin Białobłocki |
| 4            | Marcel Kittel    | Marcel Kittel         | Marcel Kittel      | Soufiane Haddi       | Marcin Białobłocki |
| 0Eindstanden | 0Eindstanden     | Marcel Kittel         | Marcel Kittel      | Soufiane Haddi       | Marcin Białobłocki |

 Ronde van Dubai · 
 Ronde van Qatar · 
 Ronde van Oman · 
 Ronde van Langkawi · 
 Ronde van Taiwan · 
 Ronde van Iran · 
 Ronde van Japan · 
 Ronde van Korea · 
 Ronde van het Qinghaimeer · 
 Ronde van China I · 
 Ronde van China II · 
 Ronde van Kaptsjagaj · 
 Ronde van Almaty · 
 Ronde van Hainan